# Dreierwalder Bruchwiesen
Das Naturschutzgebiet Dreierwalder Bruchwiesen liegt auf dem Gebiet der Stadt Hörstel im Kreis Steinfurt in Nordrhein-Westfalen. Das Gebiet erstreckt sich nordwestlich der Kernstadt Hörstel und nordwestlich von Dreierwalde, einem Ortsteil von Hörstel. Westlich fließt der Dortmund-Ems-Kanal und verläuft die A 30. Östlich verläuft die Landesstraße L 593. Die Landesgrenze zu Niedersachsen verläuft unweit nordwestlich. Nördlich, auf dem Gebiet der niedersächsischen Gemeinde Spelle, erstreckt sich das 56 ha große Naturschutzgebiet Speller Dose.

## Bedeutung
Für Hörstel ist seit 1988 ein 18,05 ha großes Gebiet unter der Kenn-Nummer ST-012 als Naturschutzgebiet ausgewiesen. Das Gebiet wurde unter Schutz gestellt
- zur Erhaltung, Entwicklung und Wiederherstellung von Lebensgemeinschaften oder Lebensstätten, insbesondere von Pflanzen und Pflanzengesellschaften des offenen Wassers und des feuchten Grünlandes sowie von seltenen und z. T. stark gefährdeten landschaftsraumtypischen Pflanzen- und Tierarten, u. a. von seltenen zum Teil gefährdeten Wat- und Wiesenvögeln, Amphibien und Wirbellosen
- zur Erhaltung und Entwicklung eines Feuchtwiesenbereiches als Rast- und Überwinterungsgebiet sowie bedeutsames Brutgebiet für zahlreiche, z. T. stark gefährdete Vogelarten.